# 陶桦
陶桦（1972年12月12日—），中国女子垒球运动员。她在1996年亚特兰大夏季奥林匹克运动会中，参加了女子垒球比赛并获得了团体银牌。